# Santa Bárbara de Casa
Santa Bárbara de Casa ist eine spanische Gemeinde (municipio) in der Provinz Huelva in der Autonomen Gemeinschaft Andalusien. 2024 hatte die Gemeinde 1.128 Einwohner. Sie befindet sich in der Comarca Andévalo.

## Geografie
Santa Bárbara de Casa liegt etwa 75 Kilometer nordnordwestlich von Huelva in einer Höhe von ca. 315 m an der Grenze zu Portugal.

## Geschichte
Bekannt ist die Gegend für die frühere Besiedlung. Die Dolmen von La Zarcita sind ein frühes Zeugnis der Megalithkultur, die bereits eine Befestigung mit einer umgebenden Wohnhütten zeigen.

## Bevölkerungsentwicklung
| Jahr      | 1900  | 1920  | 1950  | 1970  | 1980  | 1990  | 2000  | 2010  | 2020  |
| Einwohner | 1.433 | 1.864 | 2.605 | 1.702 | 1.471 | 1.444 | 1.303 | 1.172 | 1.089 |

## Sehenswürdigkeiten
- Dolmen von La Zarcita
- Kirche Unser Lieben Frau (Iglesia Nuestra Señora de la Piedad)
- Barbarakapelle (Ermita de Santa Barbara)
- Vogelobservatorium

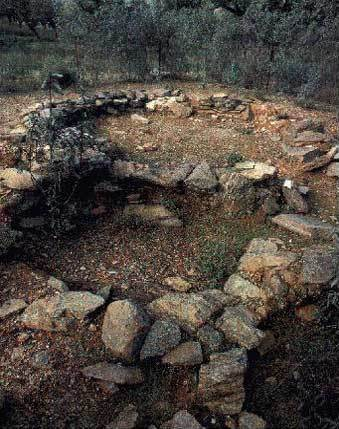
Dolmen von La Zarcita
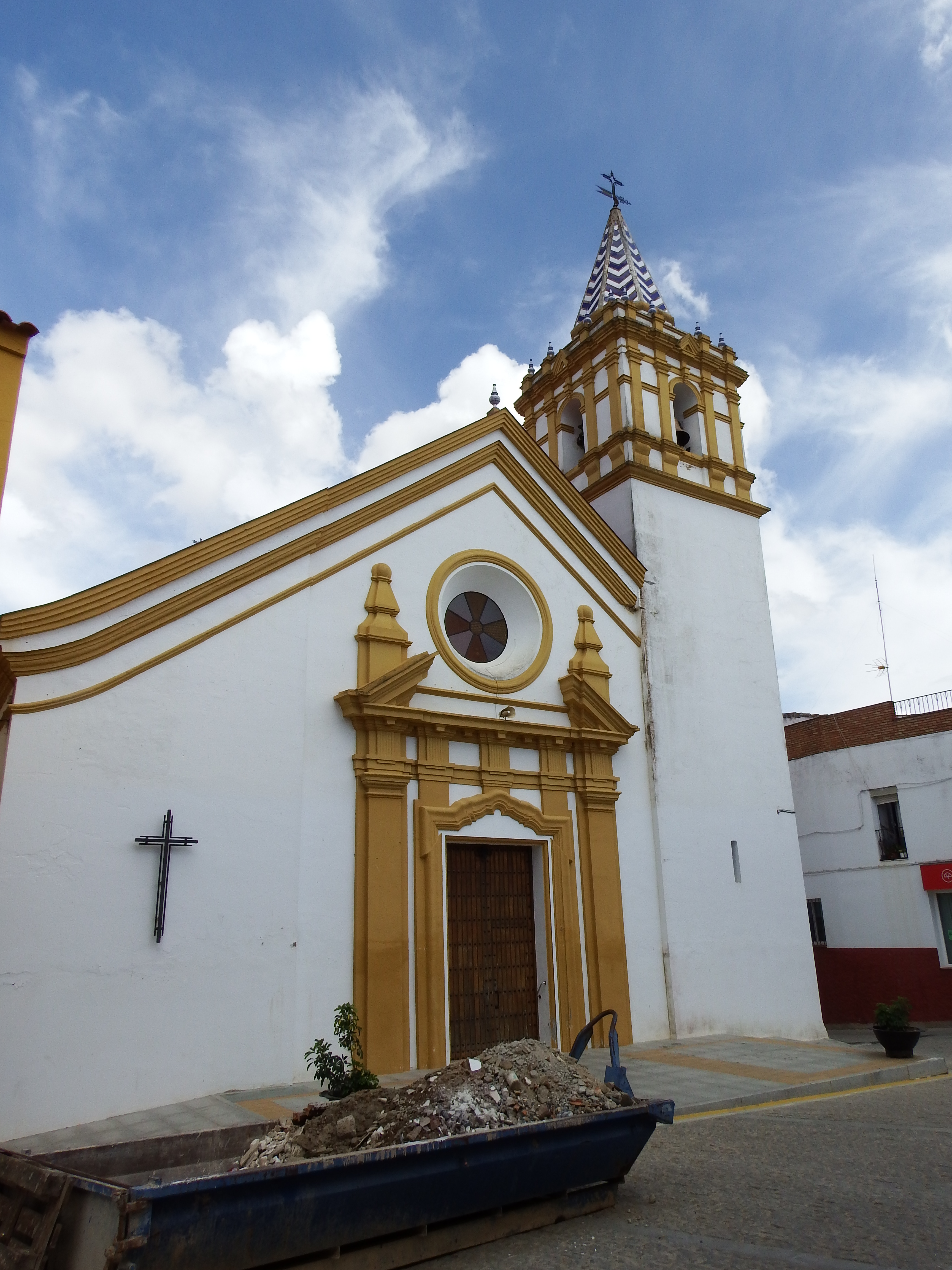
Kirche Unser Lieben Frau
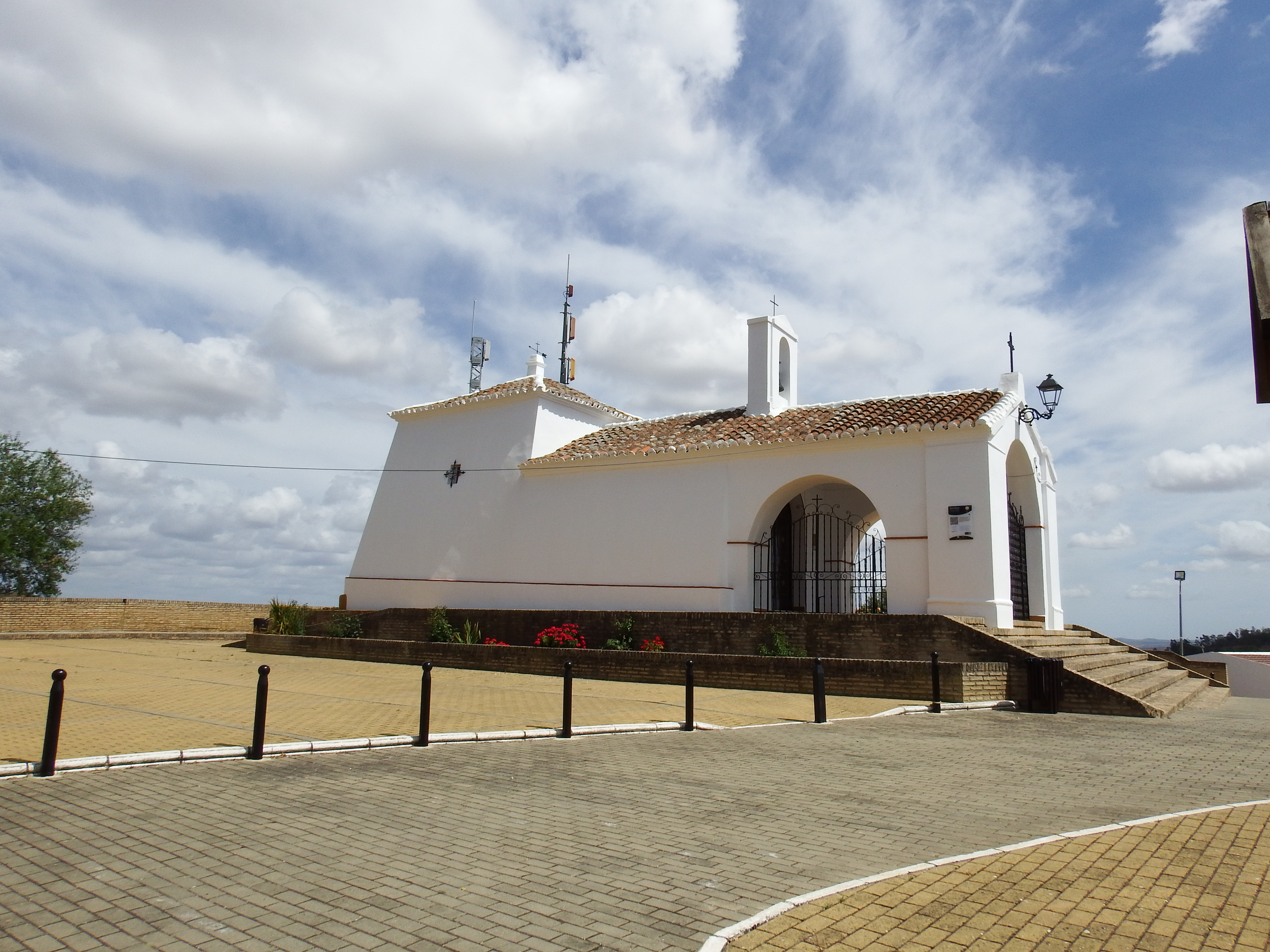
Barbarakapelle
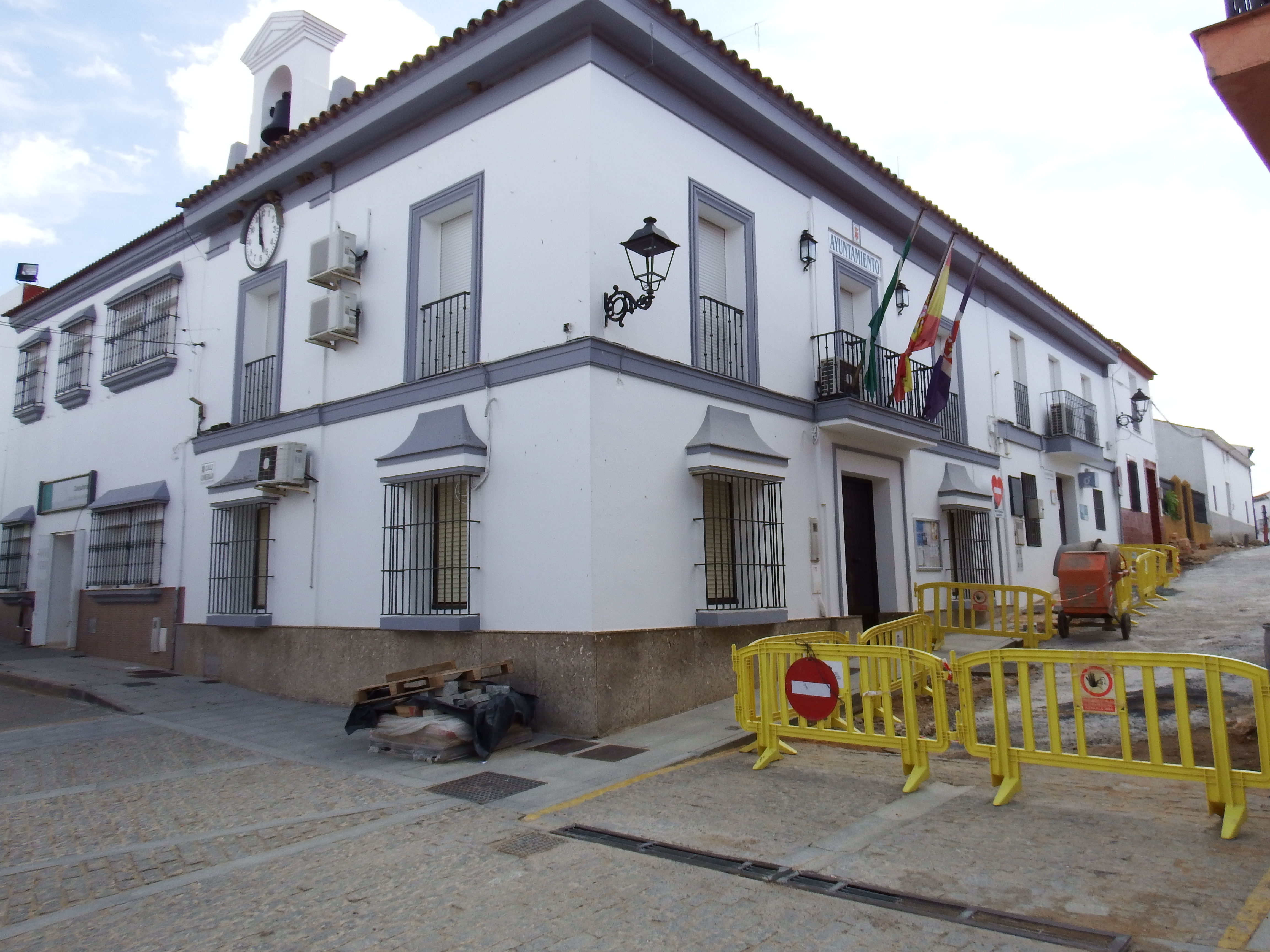
Rathaus
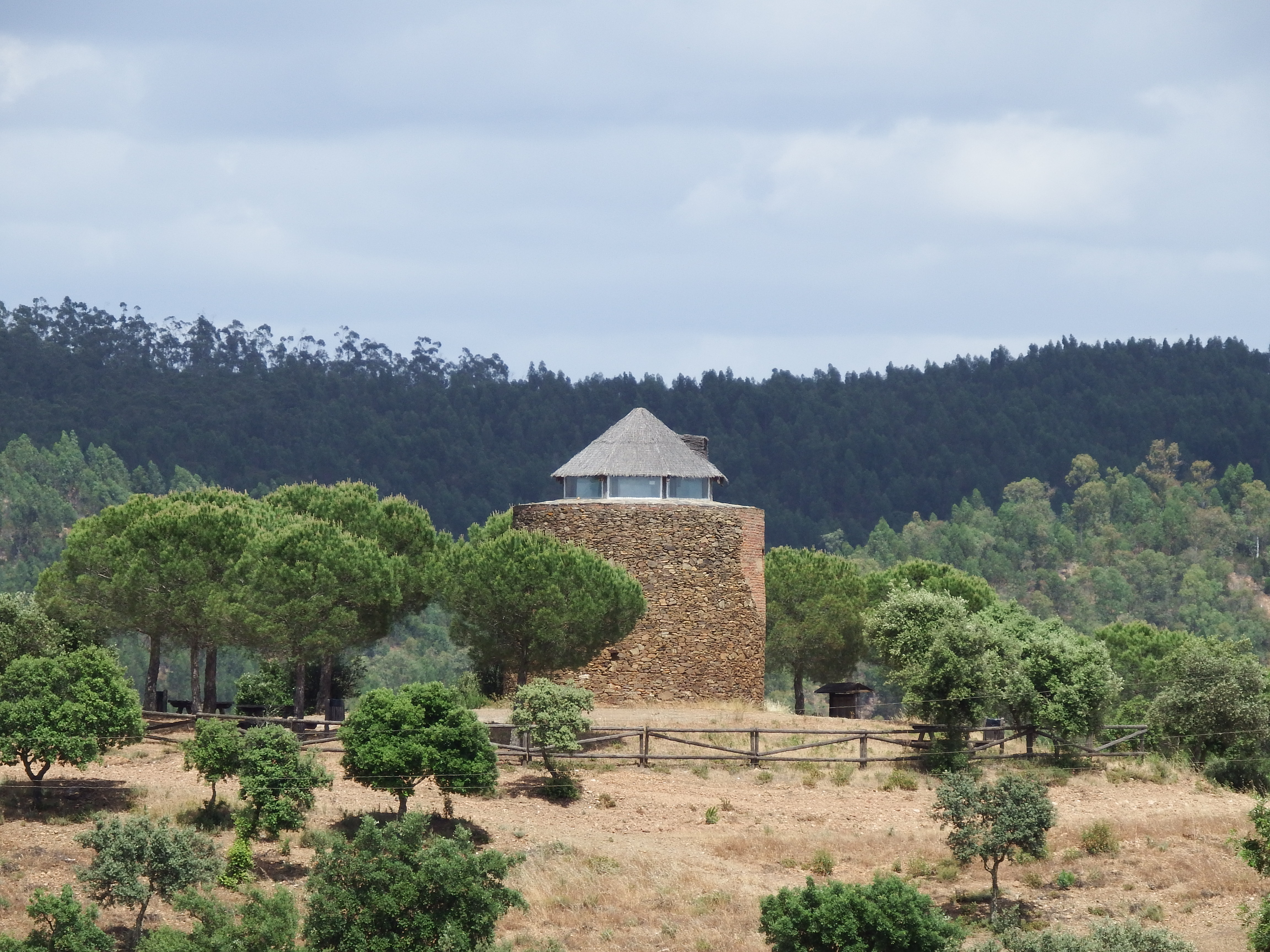
Vogelobservatorium